# سارروک
سارروک (به ایتالیایی: Sarroch) یک کومونه در ایتالیا است که در استان کالیاری قرار دارد. سارروک ۶۷٫۹ کیلومتر مربع مساحت و ۵٬۲۵۹ نفر جمعیت دارد و ۴۷ متر بالاتر از سطح دریا واقع شده است.

## خواهرخوانده
شهر کورناردو خواهرخواندهٔ سارروک است.